# Stazione di Mongardino
Stazione di Mongardino vasútállomás Olaszországban, Mongardino településen.

## Vasútvonalak
Az állomást az alábbi vasútvonalak érintik:
- Asti–Genova-vasútvonal

## Kapcsolódó állomások
A vasútállomáshoz az alábbi állomások vannak a legközelebb:
- San Marzanotto Rivi railway halt
- Stazione di Vigliano d’Asti